# Les devaliseurs nocturnes
Burglars at Work er en fransk stumfilm fra 1904 af Gaston Velle.